# Riama rhodogaster
Espèce
Riama rhodogaster est une espèce de sauriens de la famille des Gymnophthalmidae.

## Répartition
Cette espèce est endémique de la péninsule de Paria dans l'État de Sucre au Venezuela.

## Publication originale
- Rivas, Schargel & Meik, 2005 : A new species of Riama (Squamata: Gymnophthalmidae), endemic to the Península de Paria, Venezuela. Herpetologica, vol. 61, no 4, p. 461-468.